# تل مگسی
تل مگسی مربوط به سده‌های اولیه دوران‌های تاریخی پس از اسلام است و در شهرستان بوانات، بخش سرچهان، دهستان سرچهان، ۱ کیلومتری غرب شهر حسامی، سمت چپ جاده واقع شده و این اثر در تاریخ ۲۸ شهریور ۱۳۸۶ با شمارهٔ ثبت ۱۹۷۳۳ به‌عنوان یکی از آثار ملی ایران به ثبت رسیده است.